# العذيربني هلال (حرض)

تعديل مصدري - تعديل

العذيربني هلال هي إحدى قرى عزلة الشعاب بمديرية حرض التابعة لمحافظة حجة، بلغ تعداد سكانها 332 نسمة حسب تعداد اليمن لعام 2004.